# 오렌부르크현

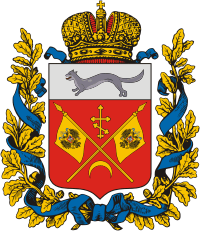
오렌부르크현의 문장

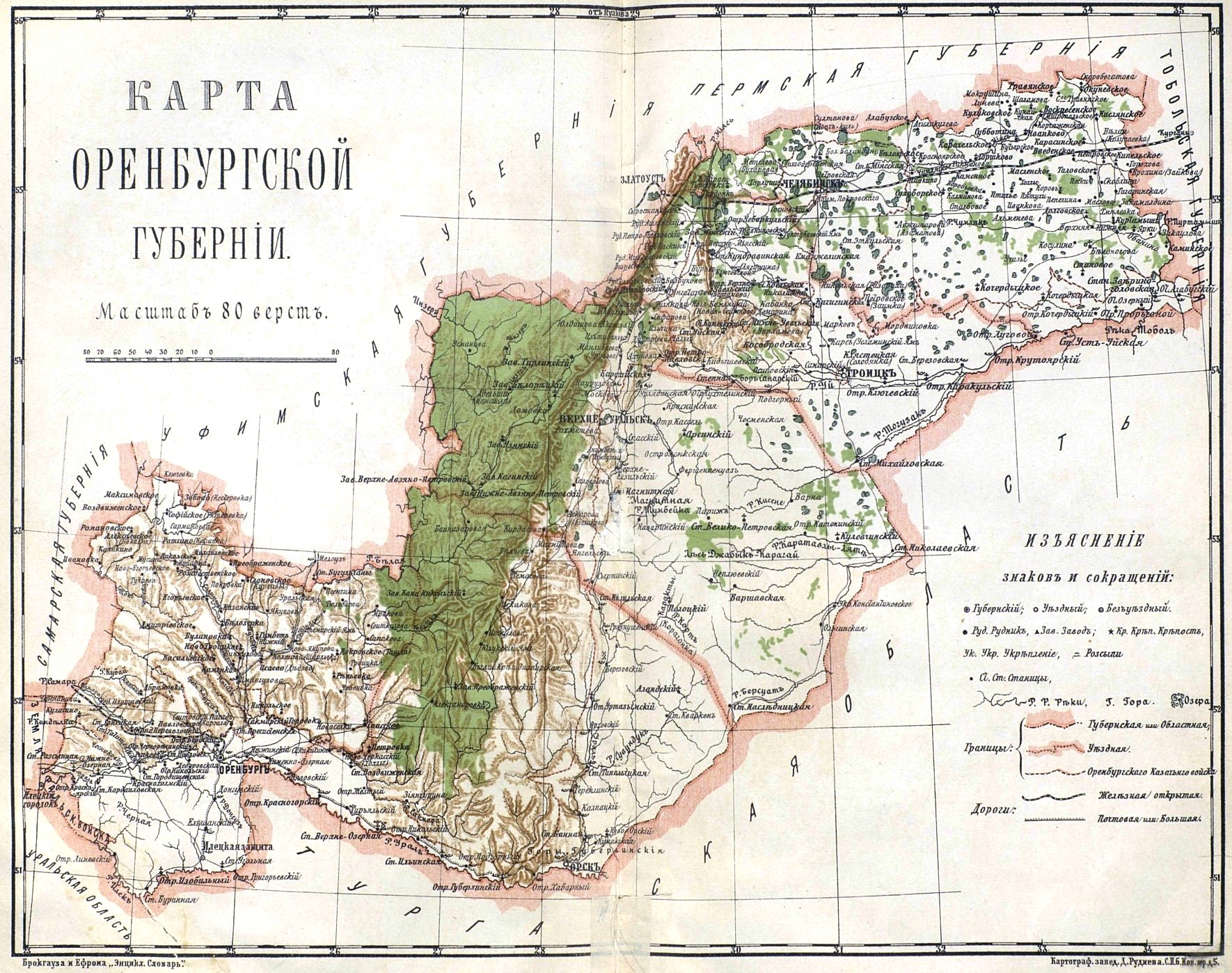
오렌부르크현의 지도

오렌부르크현(러시아어: Оренбургская губерния)은 1744년부터 1928년까지 존재했던 러시아 제국의 현으로 현도는 오렌부르크이며 면적은 189,717km2, 인구는 1,600,145명(1897년 당시 기준)이다. 현재의 러시아 오렌부르크주 동부, 첼랴빈스크주 남동부, 쿠르간주 서부에 걸쳐 있었다.